# Jeremías Drexelio
Jeremías Drexel o Drexelio (Augsburgo, 15 de agosto de 1581-19 de abril de Múnich, 1638) escritor y jesuita alemán.
Criado en una familia luterana se convirtió al catolicismo y más tarde se hizo jesuita. Fue profesor de literatura, de humanidades y de retórica, y también predicador, don que le supuso una gran fama.

## Obra
- Aeternitatis prodromus, mortis nuntius, quem sanis, aegrotis, moribundis sistit Hieremias Drexelius, 1628
- Aloe amari sed salubris succi jejunium, quod... latine scripsit Hieremias Drexelius, 1638.
- Antigrapheus, sive Conscientia hominis, 1655.
- Aurifodina artium et scientiarum omnium, excerpendi solertia, 1641.
- Caelum, beatorum civitas aeternitatis, pars III, 1636.
- Cultus tutelaris angeli, ex horologio, 1624.
- Infernus damnatorum carcer et rogus, 1623.
- Nicetas, seu Triumphata incontinentia, 1631.
- Orbis Phaëthon, hoc est de Universis vitiis linguae, 1631, libro de emblemas y vicios universales del lenguaje.[1]
- Trismegistus christianus, seu Triplex cultus conscientiae, caelitum, corporis, 1631.
- Zodiacus christianus, locupletatus, seu Signa XII divinae praedestinationis, 1632